# (289314) Chisholm
(289314) Chisholm est un astéroïde de la ceinture principale.

## Description
(289314) Chisholm est un astéroïde de la ceinture principale. Il fut découvert le 30 septembre 2003 à Mauna Kea par David D. Balam. Il présente une orbite caractérisée par un demi-grand axe de 3,07 UA, une excentricité de 0,09 et une inclinaison de 12,4° par rapport à l'écliptique.

## Compléments